# Ligue des champions féminine de volley-ball 2016-2017
Navigation
Ligue des champions 2015-2016 Ligue des champions 2017-2018
La 57e édition de la Ligue des champions de volley-ball féminin se déroule du 18 octobre 2016 jusqu'au 23 avril 2017.

## Formules
12 équipes sont qualifiées directement pour la phase de poule, 18 autres équipes disputent les phases de qualification pour déterminer les quatre équipes qui compléteront les poules.
Saison régulière

16 équipes prennent part à cette phase. Les équipes sont mises en 4 groupes de 4 équipes chacun. Les 4 premiers de chaque groupe et les 2 meilleurs deuxièmes joueront les play-offs 6 pour déterminer les trois équipes qui disputeront la Finale à quatre. Après les poules sera désigné le club organisateur de la finale à quatre, ce club sera directement qualifié pour cette finale.

Les victoires 3-0 et 3-1 valent 3 points, une victoire 3-2 donne 2 points au vainqueur et 1 point au perdant.
Final Four

Le stade culminant de la ligue des Champions dans laquelle les quatre dernières équipes joueront une demi-finale, puis pour les vainqueurs la finale. Les perdants joueront un match pour la troisième place. L'équipe qui est victorieuse de la finale remportera la ligue des champions.

## Équipes engagées
Le nombre de participants est basé sur le classement des pays :
| Pos | Pays        | Nombre d'équipes | Equipes                                                             |
| --- | ----------- | ---------------- | ------------------------------------------------------------------- |
| 1   | Turquie     | 3                | Güneş VakıfBank Istanbul Fenerbahçe SK Istanbul Eczacibasi Istanbul |
| 2   | Russie      | 3                | Dynamo Krasnodar Dinamo Moscou Ouralotchka Iekaterinbourg           |
| 3   | Italie      | 2                | Imoco Volley Conegliano Liu Jo Nordmeccanica Modena                 |
| 4   | Azerbaïdjan | 2                | Azerrail Bakou Telekom Bakou                                        |
| 5   | Pologne     | 2                | Chemik Police MKS Dąbrowa Górnicza                                  |
| 6   | Allemagne   | 1                | Dresdner SC                                                         |
| 7   | France      | 1                | Saint Raphaël Var VB                                                |
| 8   | Roumanie    | 1                | CS Volei Alba-Blaj                                                  |
| 9   | Suisse      | 1                | Voléro Zürich                                                       |

## Première phase

### Composition des groupes
| Poule A                                                                         | Poule B                                                         | Poule C                                                                         | Poule D                                                                             |
| ------------------------------------------------------------------------------- | --------------------------------------------------------------- | ------------------------------------------------------------------------------- | ----------------------------------------------------------------------------------- |
| Chemik Police Telekom Bakou Liu Jo Nordmeccanica Modena Imoco Volley Conegliano | Dinamo Moscou Dynamo Krasnodar Voléro Zürich CS Volei Alba-Blaj | Azerrail Bakou Saint Raphaël Var VB Fenerbahçe SK Istanbul MKS Dąbrowa Górnicza | Güneş VakıfBank Istanbul Eczacibasi Istanbul Dresdner SC Ouralotchka Iekaterinbourg |

- Qualifié pour le tour suivant
- Qualifié pour la Finale à quatre, club organisateur

### Poule A
| # | Équipe                      | Pts | J | G | Gt | Pt | P | Sp | Sc | Ratio | Pp  | Pc  | Ratio |
| 1 | Liu Jo Nordmeccanica Modena | 15  | 6 | 5 | 0  | 0  | 1 | 17 | 7  | 2.429 | 570 | 510 | 1.118 |
| 2 | Imoco Volley Conegliano     | 12  | 6 | 4 | 0  | 0  | 2 | 16 | 10 | 1.6   | 566 | 525 | 1.078 |
| 3 | Chemik Police               | 9   | 6 | 3 | 0  | 0  | 3 | 12 | 12 | 1     | 511 | 491 | 1.041 |
| 4 | Telekom Bakou               | 0   | 6 | 0 | 0  | 0  | 6 | 2  | 18 | 0.111 | 380 | 501 | 0.758 |

### Poule B
| # | Équipe             | Pts | J | G | Gt | Pt | P | Sp | Sc | Ratio | Pp  | Pc  | Ratio |
| 1 | Dinamo Moscou      | 15  | 6 | 6 | 0  | 0  | 0 | 18 | 8  | 2.25  | 592 | 508 | 1.165 |
| 2 | Voléro Zürich      | 14  | 6 | 4 | 0  | 0  | 2 | 16 | 7  | 2.286 | 522 | 462 | 1.13  |
| 3 | Dynamo Krasnodar   | 4   | 6 | 1 | 0  | 0  | 5 | 6  | 16 | 0.375 | 436 | 521 | 0.837 |
| 4 | CS Volei Alba-Blaj | 3   | 6 | 1 | 0  | 0  | 5 | 6  | 15 | 0.4   | 431 | 490 | 0.88  |

### Poule C
| # | Équipe                 | Pts | J | G | Gt | Pt | P | Sp | Sc | Ratio | Pp  | Pc  | Ratio |
| 1 | Fenerbahçe SK Istanbul | 18  | 6 | 6 | 0  | 0  | 0 | 18 | 1  | 18    | 475 | 368 | 1.291 |
| 2 | Azerrail Bakou         | 11  | 6 | 4 | 0  | 0  | 2 | 12 | 10 | 1.2   | 458 | 474 | 0.966 |
| 3 | MKS Dąbrowa Górnicza   | 7   | 6 | 2 | 0  | 0  | 4 | 10 | 13 | 0.769 | 510 | 497 | 1.026 |
| 4 | Saint Raphaël Var VB   | 0   | 6 | 0 | 0  | 0  | 6 | 2  | 18 | 0.111 | 386 | 490 | 0.788 |

### Poule D
| # | Équipe                     | Pts | J | G | Gt | Pt | P | Sp | Sc | Ratio | Pp  | Pc  | Ratio |
| 1 | Güneş VakıfBank Istanbul   | 17  | 6 | 6 | 0  | 0  | 0 | 18 | 5  | 3.6   | 545 | 415 | 1.313 |
| 2 | Eczacibasi Istanbul        | 13  | 6 | 4 | 0  | 0  | 2 | 15 | 8  | 1.875 | 524 | 473 | 1.108 |
| 3 | Ouralotchka Iekaterinbourg | 3   | 6 | 1 | 0  | 0  | 5 | 7  | 16 | 0.438 | 477 | 544 | 0.877 |
| 4 | Dresdner SC                | 3   | 6 | 1 | 0  | 0  | 5 | 5  | 16 | 0.313 | 382 | 496 | 0.77  |

## Play-offs

### Playoffs à 6
| Équipe 1                    | Score | Équipe 2                 | Aller | Retour |
| --------------------------- | ----- | ------------------------ | ----- | ------ |
| Eczacibasi Istanbul         | 5-4   | Fenerbahçe SK Istanbul   | 2-3   | 3-1    |
| Liu Jo Nordmeccanica Modena | 0-6   | Dinamo Moscou            | 0-3   | 0-3    |
| Voléro Zürich               | 2-6   | Güneş VakıfBank Istanbul | 1-3   | 1-3    |

#### Équipes qualifiées
Les équipes qualifiées pour le Final Four sont :
- Eczacibasi Istanbul
- Güneş VakıfBank Istanbul
- Dinamo Moscou

## Finale à quatre
- Club organisateur : Imoco Volley Conegliano
- Lieu :  PalaVerde, Trévise, Italie

|  | Demi-finales                               | Demi-finales                               |                         |   | Finale                               | Finale                               |
|  | Demi-finales                               | Demi-finales                               |                         |   | Finale                               | Finale                               |
|  |                                            |                                            |                         |   |                                      |                                      |
|  | Trévise, 22.04.17, 18-25,15-25,25-15,25-27 | Trévise, 22.04.17, 18-25,15-25,25-15,25-27 |                         |   | Trévise, 23.04.17, 19-25,13-25,23-25 | Trévise, 23.04.17, 19-25,13-25,23-25 |
|  | Trévise, 22.04.17, 18-25,15-25,25-15,25-27 | Trévise, 22.04.17, 18-25,15-25,25-15,25-27 |                         |   | Trévise, 23.04.17, 19-25,13-25,23-25 | Trévise, 23.04.17, 19-25,13-25,23-25 |
|  | Dinamo Moscou                              | 1                                          |                         |   | Trévise, 23.04.17, 19-25,13-25,23-25 | Trévise, 23.04.17, 19-25,13-25,23-25 |
|  | Dinamo Moscou                              | 1                                          |                         |   | Trévise, 23.04.17, 19-25,13-25,23-25 | Trévise, 23.04.17, 19-25,13-25,23-25 |
|  | Imoco Volley Conegliano                    | 3                                          |                         |   | Trévise, 23.04.17, 19-25,13-25,23-25 | Trévise, 23.04.17, 19-25,13-25,23-25 |
|  | Imoco Volley Conegliano                    | 3                                          | Imoco Volley Conegliano | 0 |                                      |                                      |
|  | Trévise, 22.04.17, 25-20,26-24,25-22       |                                            | Imoco Volley Conegliano | 0 |                                      |                                      |
|  |                                            | Güneş VakıfBank Istanbul                   | 3                       |   |                                      |                                      |
|  | Güneş VakıfBank Istanbul                   | Güneş VakıfBank Istanbul                   | 3                       | 3 |                                      |                                      |
|  | Güneş VakıfBank Istanbul                   |                                            |                         | 3 |                                      |                                      |
|  | Eczacibasi Istanbul                        | 0                                          |                         |   |                                      |                                      |
|  | Eczacibasi Istanbul                        | 0                                          | Match pour la 3e place  |   |                                      |                                      |
|  |                                            |                                            |                         |   |                                      |                                      |
|  | Trévise, 23.04.17, 19-25,25-19,23-25,22-25 |                                            |                         |   |                                      |                                      |
|  |                                            |                                            |                         |   |                                      |                                      |
|  | Dinamo Moscou                              | 1                                          |                         |   |                                      |                                      |
|  | Dinamo Moscou                              | 1                                          |                         |   |                                      |                                      |
|  | Eczacibasi Istanbul                        | 3                                          |                         |   |                                      |                                      |
|  | Eczacibasi Istanbul                        | 3                                          |                         |   |                                      |                                      |

### Récompenses
- MVP :  Zhu Ting  (Güneş VakıfBank Istanbul)